# Liste der Monuments historiques in Villabon
Die Liste der Monuments historiques in Villabon führt die Monuments historiques in der französischen Gemeinde Villabon auf.

## Liste der Bauwerke
| Bezeichnung       | Beschreibung                           | Standort | Kennzeichnung | Schutzstatus | Datum | Bild |
| ----------------- | -------------------------------------- | -------- | ------------- | ------------ | ----- | ---- |
| Château de Savoye | Schloss, erbaut ab dem 15. Jahrhundert | (Lage)   | PA18000009    | Inscrit      | 1997  |      |